# エリック・ブランディン
エリック・ブランディン（Eric Blandin）は、フランス出身のエアロダイナミシスト。アストンマーティンF1チーム所属。

## 人物
ピエール・マリー＝キュリー大学で流体力学の修士号を取得し、1998年7月、ジャン＝クロード・ミジョーの主宰する空力ファームのフォンドメタル・テクノロジーズ社で空気力学の専門家としてのキャリアを開始し、2001年稼働のフォンドテック2風洞の製造に携わった。 
2002年、ジャガー・レーシングに移籍し、ビスターの元レイナード本部の通称「ジャガー風洞」でデビッド・ピッチフォースと働き、マルコム・オーストラーをサポートした。
ブランディンはミルトン・キーンズを拠点とするジャガーチームが、買収によりレッドブル・レーシングに移行した後もチームに残り、空力部門のチームリーダーになった。
この間、ダン・ファロウズとともに働き、2009年末にレッドブル・レーシングを離れる。
2010年1月から、ブランディンは1年4か月間、フェラーリの空気力学部門のひとつのチームの責任者を務めた後、2011年5月、空気力学部門に属するエアロダイナミシストの代表者としてメルセデスに入社し、2017年、空気力学部門の責任者に昇格した。
2021年11月24日、メルセデスを離れ、2022年初頭にアストンマーティンF1に加わることが発表された。
チームはブランディンの役割を特定していないが、ブランディンが実際にアストンマーティンで働くのは2022年7月になってからであり、メルセデスに関連するすべての事柄からしばらく離れている（ガーデニング休暇）ことが後で明らかになった。ブランディンは再びダン・ファロウズとともに働くことになる。